# Zentralbibliothek Zürich
Die Zentralbibliothek Zürich ist eine öffentliche Stiftung und als Universitätsbibliothek eine wissenschaftliche Bibliothek. Zugleich dient sie als Stadt- und Kantonsbibliothek der Informationsvermittlung für die allgemeine Öffentlichkeit. Gemäss ihren Statuten sorgt sie unter anderem für die möglichst vollständige Dokumentation und Archivierung publizierter und unpublizierter Zürcher Informationsträger (Turicensia), das heisst solcher Informationsträger, die im Kanton Zürich erschienen sind, von Zürchern verfasst wurden, Zürich oder seine Bewohner zum Thema haben. Die Direktorin der Zentralbibliothek Zürich ist seit März 2025 Priska Bucher. Der Vizedirektor ist Christoph Meyer.

## Geschichte
Die Gründung erfolgte 1914. Der Name «Zentralbibliothek» ist Programm, denn sie ist in corpore das Ergebnis der seit den 1890er-Jahren angestrebten Zusammenlegung von Kantonsbibliothek und Stadtbibliothek, welche nun die Aufgaben und Funktionen einer wissenschaftlichen, universitären Bibliothek übernahmen.

### Stiftsbibliothek Grossmünster

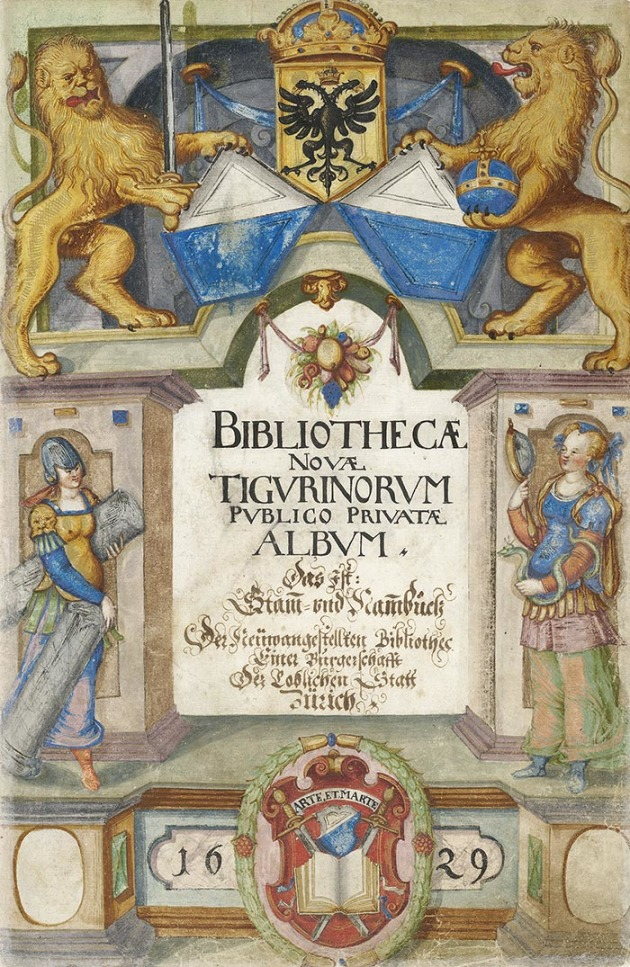
Donationenbuch der Bürgerlichen Bibliothek, begonnen 1629

Die Anfänge der Zürcher Bibliotheksgeschichte reichen mit der erstmals im Jahr 1259 durch Statuten belegten Bibliothek des Zürcher Chorherrenstifts St. Felix und Regula (Grossmünster) bis in das frühe Mittelalter zurück. Der grösste Teil des Bestandes an liturgischen Werken, vielleicht auch anderes, ging allerdings mit dem Büchersturm vom 17. September bis 7. Oktober 1525 verloren. Die Stiftsbibliothek blieb als solche zwar noch bestehen, aber die Zahl der vorhandenen Werke war auf nur noch 470 Bände geschrumpft. Ab 1532 setzte sich der Elsässer Humanist Konrad Pellikan für die Stiftsbibliothek ein und baute sie mit den in Zürich und Umgebung vorhandenen Büchern aus Kirchenbesitz und der vom Stift für 200 Pfund angekauften Privatbibliothek Huldrych Zwinglis konsequent auf. Sein bis 1551 geführter Katalog weist etwa 770 Bände (Handschriften und Drucke) mit ungefähr 1100 Titeln nach, wovon rund 800 Titel in den Beständen der Zentralbibliothek Zürich aufgefunden werden konnten. Ankäufe und Schenkungen erweiterten in den folgenden drei Jahrhunderten den Bestand nachhaltig. 1831 wurde das Chorherrenstift aufgelöst.

### Bürgerliche Bibliothek und Stadtbibliothek

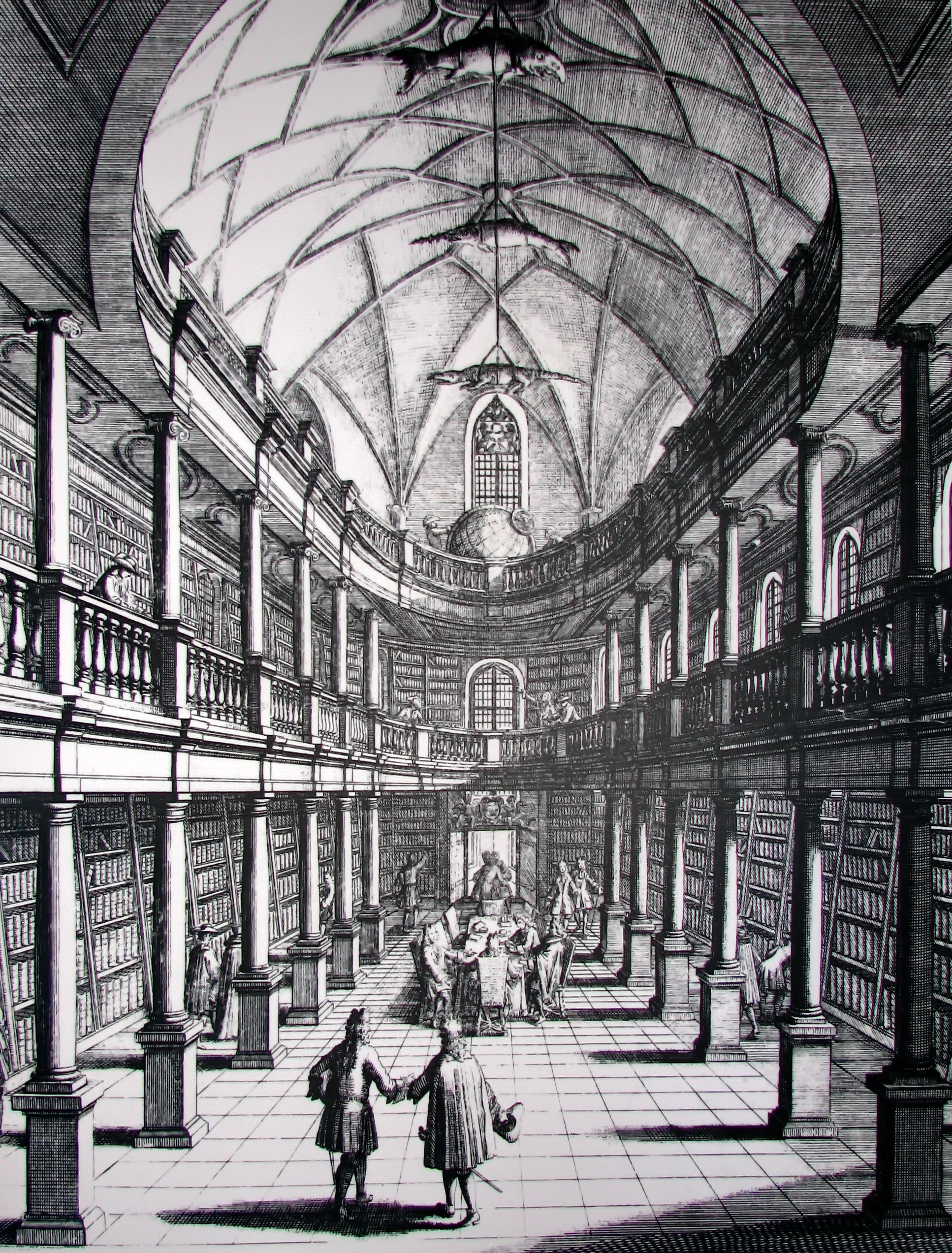
Johann Melchior Füssli: Bürgerliche Bibliothek in der Wasserkirche, 1719

Am 6. Februar 1629 beschlossen vier junge Zürcher Kaufleute im Hause des Professors für griechische Sprache, Heinrich Ulrich (1575–1630), die Gründung einer Bibliotheks-Gesellschaft, die sich zum Ziel setzte, eine Bürgerliche Bibliothek für die Bildungswilligen Zürichs einzurichten. Die Verschleppung der berühmten pfälzischen Bibliothek (Bibliotheca Palatina) 1623, aus dem eroberten Heidelberg durch die bayerischen Truppen nach Rom, hatte die Gefährdung des Protestantismus durch den Dreissigjährigen Krieg gezeigt. Dies war auch der Grund für die Wahl des Mottos «Arte et Marte, durch Wissenschaft und Waffen». Daneben existierte seit dem Mittelalter die Bibliothek des Chorherrenstifts Grossmünster, die primär den Mitgliedern des Kapitels offenstand. 1634 öffnete die zunächst noch in Privaträumen untergebrachte Bibliotheca nova Tigurinorum publico-privata ihre Pforten in der spätgotischen Wasserkirche, einem seit der Reformation als Lagerhaus zweckentfremdeten Bau. Die Bestände der Bibliothek wuchsen nicht zuletzt aufgrund der regen Spendentätigkeit der Zürcher Bürger und Gaben durchreisender Gäste rasch an. Innerhalb nur weniger Jahre entwickelte sich die Bibliothek mit ihren Büchern und Münzen, ihrer Kunst- und Naturaliensammlung zum Schatzhaus und Gelehrtentempel Zürichs, in dem unter anderem auch die Mitglieder der Zürcher Gelehrten Gesellschaften zusammentrafen. Ein handschriftliches Reglement regelte die Wahl, Entlöhnung und Pflichten des Bibliothekars und seiner Helfer sowie alle Fragen, welche die Benutzung von Büchern und des Bibliotheksgebäudes betrafen. Im Donationenbuch wurden Neuzugänge minutiös vermerkt. Das Beispiel der Zürcher Bürgerlichen Bibliothek machte Schule: 1632 gelangte die umfangreiche Bibliothek des französischen Diplomaten und Gelehrten Jacques Bongars in die Berner Liberey, wo sie heute Teil der Burgerbibliothek ist. 1636 wurde die Bürgerliche Bibliothek in Schaffhausen eröffnet. Mitglieder des Musikkollegiums errichteten 1660 in Winterthur ihrerseits eine Bürgerliche Bibliothek.

Die Zürcher Bürgerliche Bibliothek beanspruchte für sich die Rolle einer universellen, alle Wissensgebiete umfassenden Sammlung. Sie war ein Zentrum des gebildeten Austausches, der seit der Gründung der Naturforschenden Gesellschaft durch den Chorherren Johannes Gessner (1746), der Medizinisch-chirurgischen Bibliotheksgesellschaft durch den Chorherren Johann Heinrich Rahn (1780), der Juristischen Bibliotheksgesellschaft (1823) und der Antiquarischen Gesellschaft (1832) durch Ferdinand Keller noch zusätzlich vorangetrieben wurde. Als erste schweizerische Bibliothek überhaupt gab die erst unter Johann Jakob Bodmer so genannte Stadtbibliothek 1744 einen gedruckten Katalog ihrer Bestände heraus; der letzte Katalog von 1900/01 war bereits 12-bändig. Zwischen 1899 und 1907 wurde von Wilhelm Wyss erstmals ein Schlagwortkatalog erstellt. Ricarda Huch, an der Universität Zürich promovierte Historikerin und Schriftstellerin, war 1891 bis 1894 Mitarbeiterin der Stadtbibliothek. 

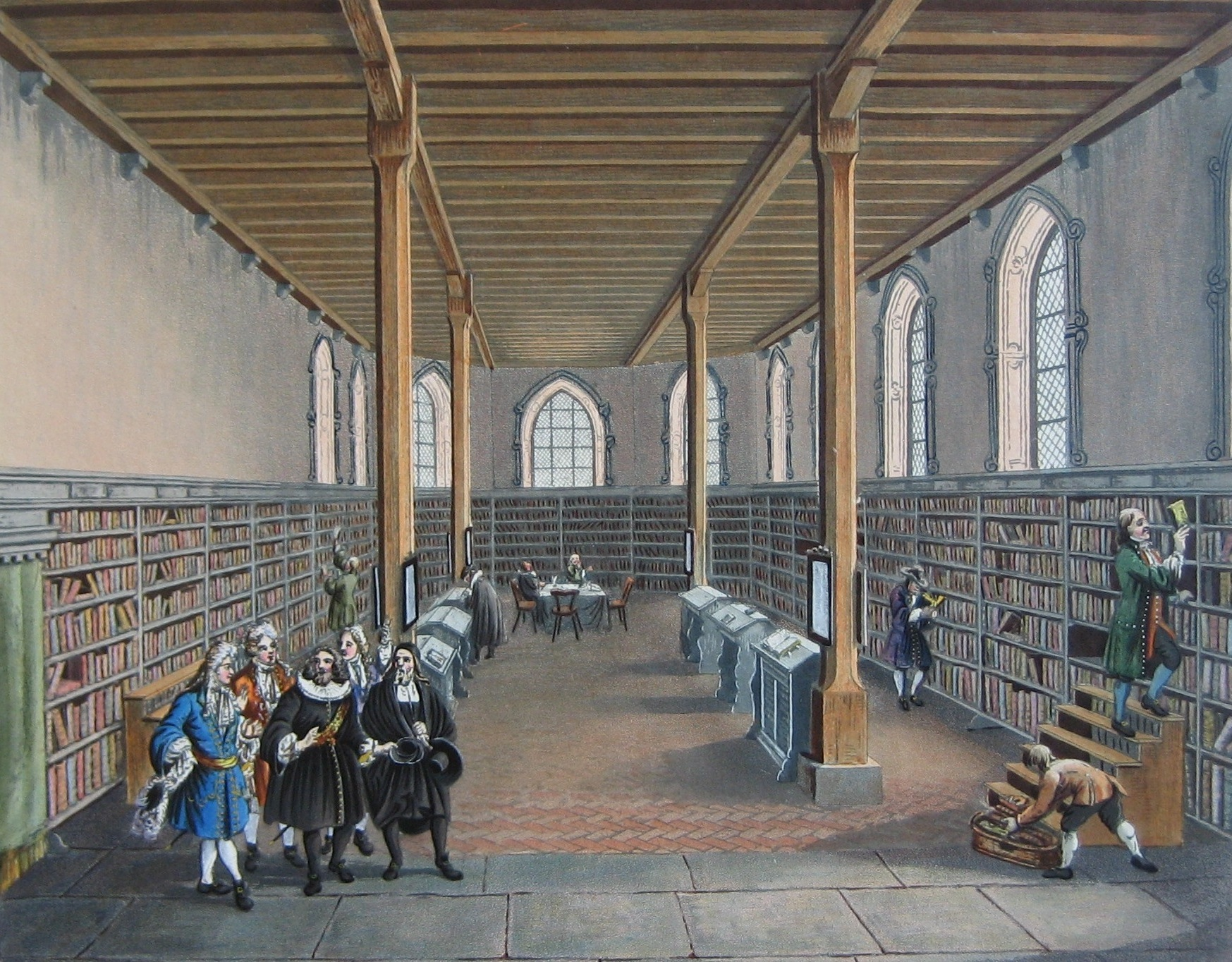
Die Wasserkirche als Stadtbibliothek. Zeichnung von Franz Hegi, 1845

### Kantonsbibliothek, Zentral- und Universitätsbibliothek
Anlass für die Gründung einer «Bibliothek der Cantonal-Lehranstalten», deren Räumlichkeiten sich zunächst im Hinteramtsgebäude des ehemaligen Augustinerklosters, ab 1855 im alten Münzgebäude und schliesslich ab 1873 im Predigerchor befanden, waren die langen und letztlich unlösbaren Zwistigkeiten zwischen den Angehörigen der noch jungen Universität und der aus der 1634 gegründeten Bürgerlichen Bibliothek hervorgegangenen Stadtbibliothek.
Letztere beharrte gegenüber den von auswärts stammenden Professoren auf ihren traditionellen Zulassungsbestimmungen, die den Zutritt zur Bibliothek praktisch ausschliesslich Angehörigen der Zürcher Stadtbürgerschaft gestatteten. Für die Universität war dies ein inakzeptabler Zustand; die Gründung der Kantonsbibliothek, die mit den Aufgaben einer wissenschaftlichen Bibliothek betraut wurde, war die Folge. Den Grundstock der 1835 gegründeten Kantonsbibliothek bildeten die rund 3500 Bände mit 14'000 Titeln umfassende Bibliothek des aufgelösten Chorherrenstifts. Hinzu kamen gemäss Beschluss des Regierungsrates die Bestände der 1833 errichteten Universität (ca. 340 Bände), der 1827 eingerichteten Gymnasialbibliothek mit vorwiegend theologischen und philosophischen Schriften (ca. 1700 Bände), der Industrieschule (einige wenige Titel) und der Tierarzneischule (etwa 110 Bände). 1863 übernahm die Kantonsbibliothek die umfangreiche Bibliothek des 778 gegründeten Benediktinerklosters Rheinau, das ein Jahr zuvor aufgelöst worden war, mit 12'000 Bänden (darunter 200 Pergament- und 230 neuzeitliche Papierhandschriften, über 300 Inkunabeln sowie Druckschriften aus Theologie, Philosophie und Geschichte).

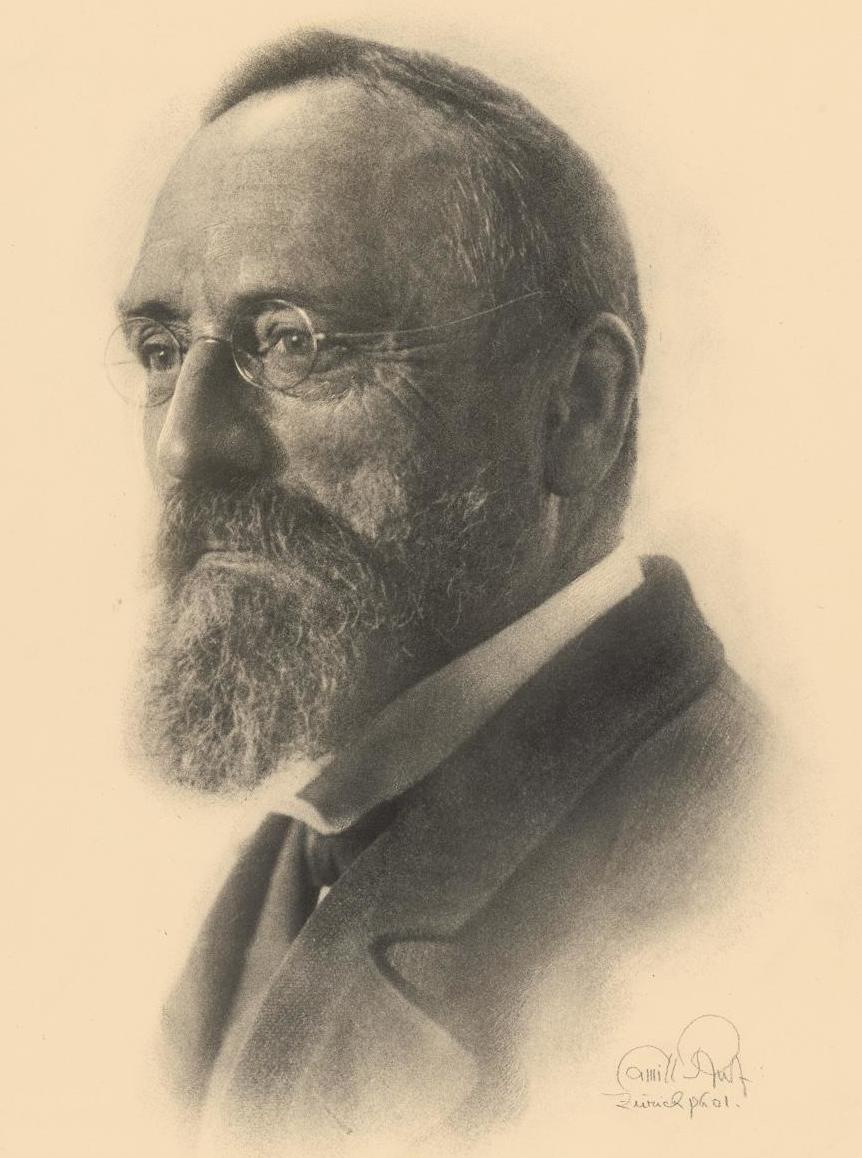
Bibliotheksdirektor Hermann Escher

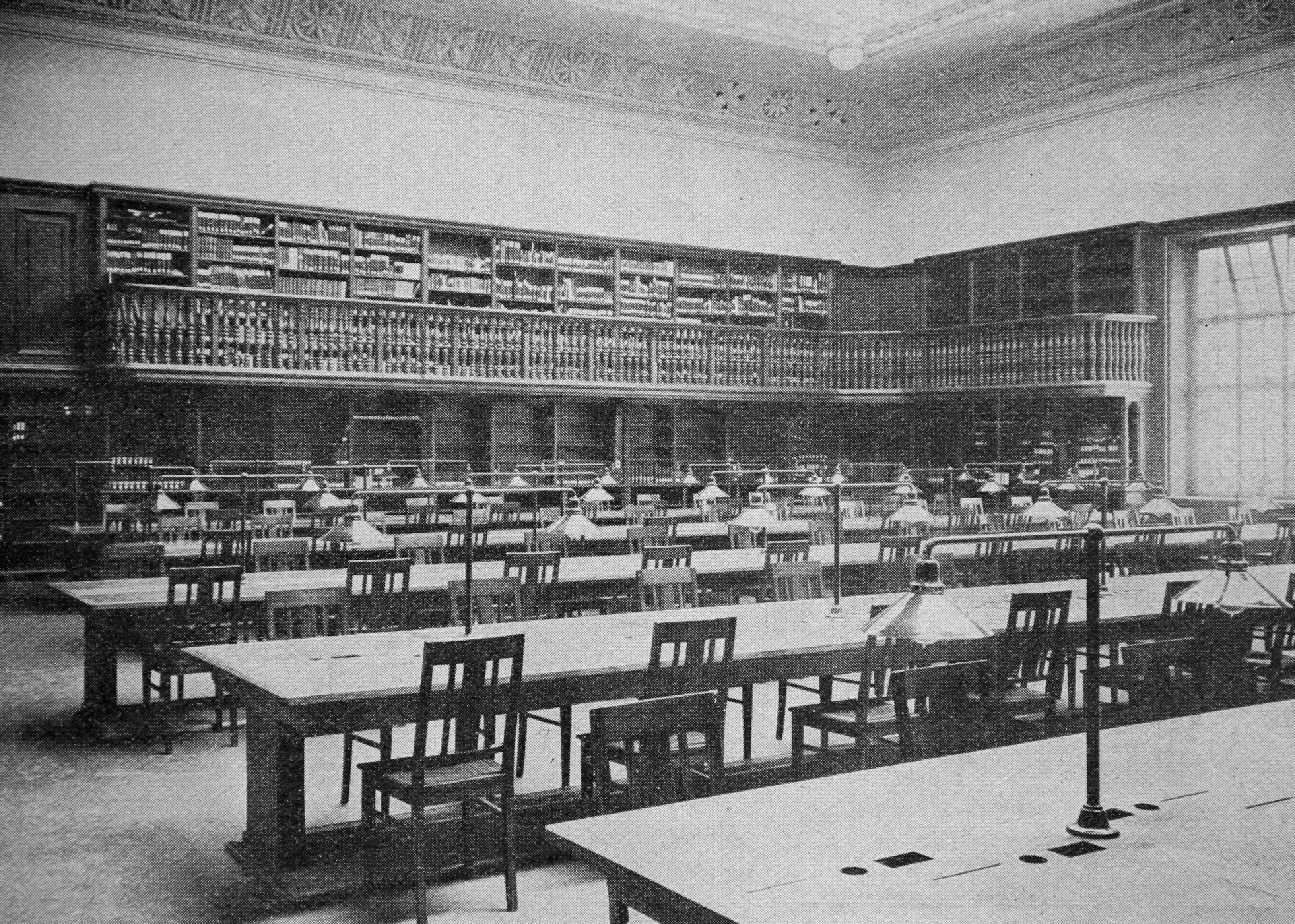
«Alter Lesesaal», Zentralbibliothek Zürich 1917, mit den heute teilweise erhaltenen Jugendstil-Holzeinbauten

Gegen Ende des 19. Jahrhunderts wurde der Ruf nach einer zentralen Bibliothek immer lauter. Der Zeitpunkt schien günstig, denn sowohl Stadt- als auch Kantonsbibliothek litten unter notorischem Platzmangel. Schliesslich trieb Hermann Escher (1857–1938), seit 1887 Leiter der Stadtbibliothek und seit 1896 durch seinen Sitz in der Aufsichtskommission auch mit der Kantonsbibliothek verbunden, den Plan nach einer zentralen Bibliothek energisch voran. Erstes wichtiges Ergebnis dieser Bestrebungen war der seit 1901 dem Publikum zur Verfügung stehende Alphabetische Zentralkatalog, der die Bestände sämtlicher Bibliotheken der Stadt Zürich verzeichnete. Im Jahr 1914 sprachen sich die Stimmberechtigten von Stadt und Kanton Zürich mit deutlicher Mehrheit für den Zusammenschluss von Stadt- und Kantonsbibliothek aus. Mit Hilfe grosszügiger privater Mittel öffnete 1917 die Zentralbibliothek als öffentliche Stiftung – mit Stadt und Kanton zu gleichen Teilen als Trägern – unter der Leitung Hermann Eschers ihre Tore. Am neuen Standort in Universitätsnähe positionierte sie sich als universitäre Hauptbibliothek und «zentrale Einheit der Literaturversorgung für die Universität Zürich» mit Schwerpunkt Sozial- und Geisteswissenschaften. Etwa achtzig Jahre später, nach Jahren akuten Platzmangels und der Auslagerung in Aussenmagazine, bezog die Zentralbibliothek die Räumlichkeiten des 1990 bis 1994 an der Stelle der alten Magazinbauten am Zähringerplatz errichteten Erweiterungsbaus. Im 1995 umgebauten und renovierten Altbau befinden sich seither die einmaligen Bestände der Spezialsammlungen (Handschriftenabteilung, Graphische Sammlung, Kartensammlung, Alte Drucke, Turicensia), mit Ausnahme der Musikabteilung, die im Predigerchor untergebracht ist. 2016 lagerte die Zentralbibliothek einen Grossteil ihrer Zeitschriften-Sammlung in die von mehreren Bibliotheken gemeinsam unterhaltene, auf ein Exemplar pro Zeitschriftenband dedublierte Kooperative Speicherbibliothek in Büron aus.
Als eine von insgesamt 38 Hochschulbibliotheken der Schweiz ist die Zentralbibliothek Teil des Swiss Library Network for Education and Research (SLiNER), das unter dem gemeinsamen Dach von swissuniversities die zuvor nach Hochschultypen getrennten Gremien der Konferenz der Universitätsbibliotheken der Schweiz, die Arbeitsgruppe der Bibliotheken der Kammer Pädagogische Hochschulen und die Expertengruppe Bibliothek der Kammer Fachhochschulen von swissuniversities abgelöst hat. Die Zentralbibliothek ist auch Aktionärin und Partnerin der Swiss Library Service Platform, die als kooperatives Dienstleistungsunternehmen der Schweizerischen Hochschulen gemeinsame Services für die Wissenschaftlichen Bibliotheken der Schweiz anbietet.
In den Bereichen Erwerb von Digitalisaten (Speicherbibliothek, E-Books on Demand) und Fernleihe bestehen kostenpflichtige Dienstleistungsangebote.

## Baugeschichte

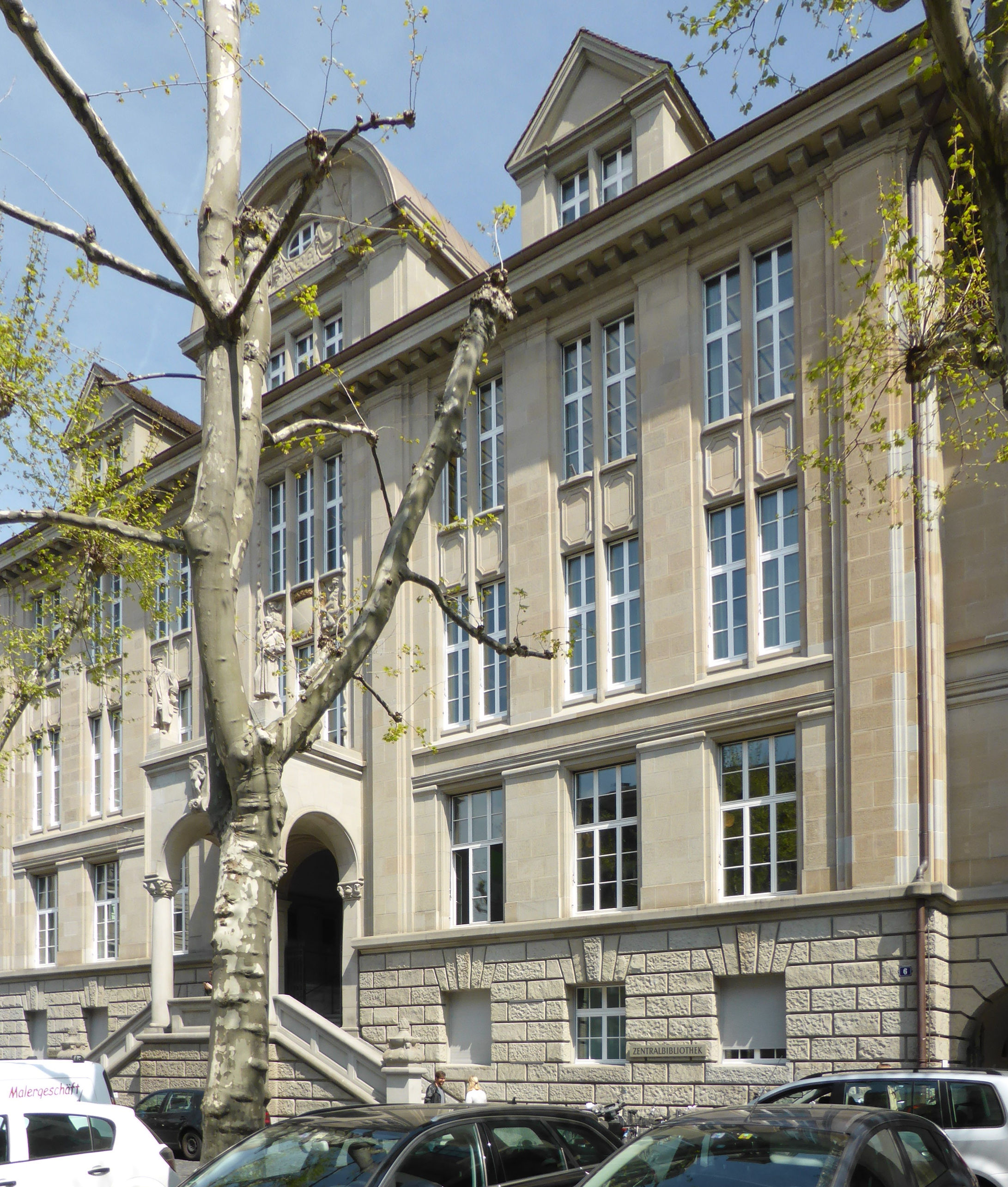
Haupteingang im Altbau

Die heutige Zentralbibliothek besteht aus vier Gebäuden: dem Predigerchor, dem Frontgebäude des Altbaus, und den 1994 erbauten Lesesaal und Verwaltungstrakt. Der Predigerchor wurde 1325 und 1350 in zwei Etappen in gotischem Stil erbaut und war Teil des Predigerklosters. Die Blütezeit im frühen 14. Jahrhundert erlaubte es den Dominikanern mit dem Chor ein anspruchsvolles Bauvorhaben in Angriff zu nehmen. Allerdings unterbrachen die bereits Mitte des 14. Jahrhunderts einsetzenden politischen Unruhen das Bauvorhaben mehrmals und der Chor wurde schliesslich in klar reduziertem Anspruch vollendet.
Im Zuge der Reformation zu Beginn des 16. Jahrhunderts wurden der Chor, das Konventgebäude und die Kirche voneinander abgetrennt und jeweils unterschiedlichen Zwecken zugeführt: Das Konventgebäude wurde zu einer Spitaleinrichtung und die Kirche im 17. Jahrhundert zu einem Idealbau der reformierten Orthodoxie modelliert. Der Predigerchor wurde profaniert und durchlief mehrere Umnutzungen: im 17. Jahrhundert wurde er als Kornkammer genutzt und beherbergte ebenfalls die Spitalkapelle. Mit dem Umbau von 1871 bis 1873 erhielt er sein heutiges Aussehen und diente als Kantonsbibliothek. Der Predigerkirchturm wurde 1900 von Stadtbaumeister Gustav Gull gebaut. Dessen Spitzhelm rekonstruiert den Abschluss der alten Grossmünstertürme vor 1763 und ist mit 97 Metern heute noch der höchste Kirchturm der Stadt Zürich. Das Konventgebäude des ehemaligen Predigerklosters, das bis 1840 als Spital und danach als Armenhaus diente, brannte 1887 nieder. Die dadurch entstandene Brache eignete sich durch die zentrale Lage und die Nähe zur Universität als Standort der Zentralbibliothek.
In den Jahren 1914–1917 wurde auf dem Areal die neu gegründete Zentralbibliothek von Kantonsbaumeister Hermann Fietz (1869–1931) gebaut. Die zeitgemässe Stahlbetonkonstruktion wurde durch eine historisierende Sandsteinfassade abgeschlossen, welche von Hermann Fietz bewusst in einer sachlich-zurückhaltenden Ästhetik gehalten wurde. Dezente Hinweise auf die Funktion des Gebäudes als Bibliothek zeigt die Frontfassade des Gebäudes. Der Treppenaufgang ist mit dem darüber befindlichen und von dorischen Säulen getragenen Baldachin das zentrale Gestaltungselement der Fassade. Auf dem Baldachin des Haupteingangs stehen seit 1917 zwei Statuen. Diese zeigen den Naturforscher Conrad Gessner (1516–1565) und den Historiker und Schriftsteller Johann Jakob Bodmer (1698–1783). Die Statuen stammen vom Zürcher Bildhauer Hans Gisler (1889–1969). Gestiftet wurden sie 1917 von Gustav Adolf Tobler, einem ETH-Professor und grosszügigen Gönner der Zentralbibliothek. 1928 mussten sie ersetzt werden, da der verwendete Corbières-Sandstein brüchig geworden war. Die Statuen wurden von Gisler daher in festeren Kalkstein aus dem französischen Reffroy neu ausgeführt. Auf der Stirnseite des Baldachins wurde eine Putto-Figur angebracht. Diese – stehend auf dem Kopf einer Eule mit einem Stapel Bücher unter dem Arm – symbolisiert hier die Sehnsucht nach Erkenntnis und weist auf die Bedeutung des Gebäudes als «Haus der Weisheit» hin. Geschmückt wird die Fassade des Altbaus von zwei Flachreliefs des Lenzburger Bildhauers Arnold Hünerwadel (1877–1945). Das untere zeigt das Zürcher Wappen, das von Eichenlaub bekränzt und von zwei Löwen, mit Schwert und Federkiel, flankiert wird. Im Rundgibel sitzt zweimal dieselbe Frauenfigur in antiker Pose: einmal mit Fackel und einmal entkleidet. Die Figur repräsentiert «die Wissenschaft als Lichtbringerin und Enthüllerin», so Architekt Hermann Fietz.

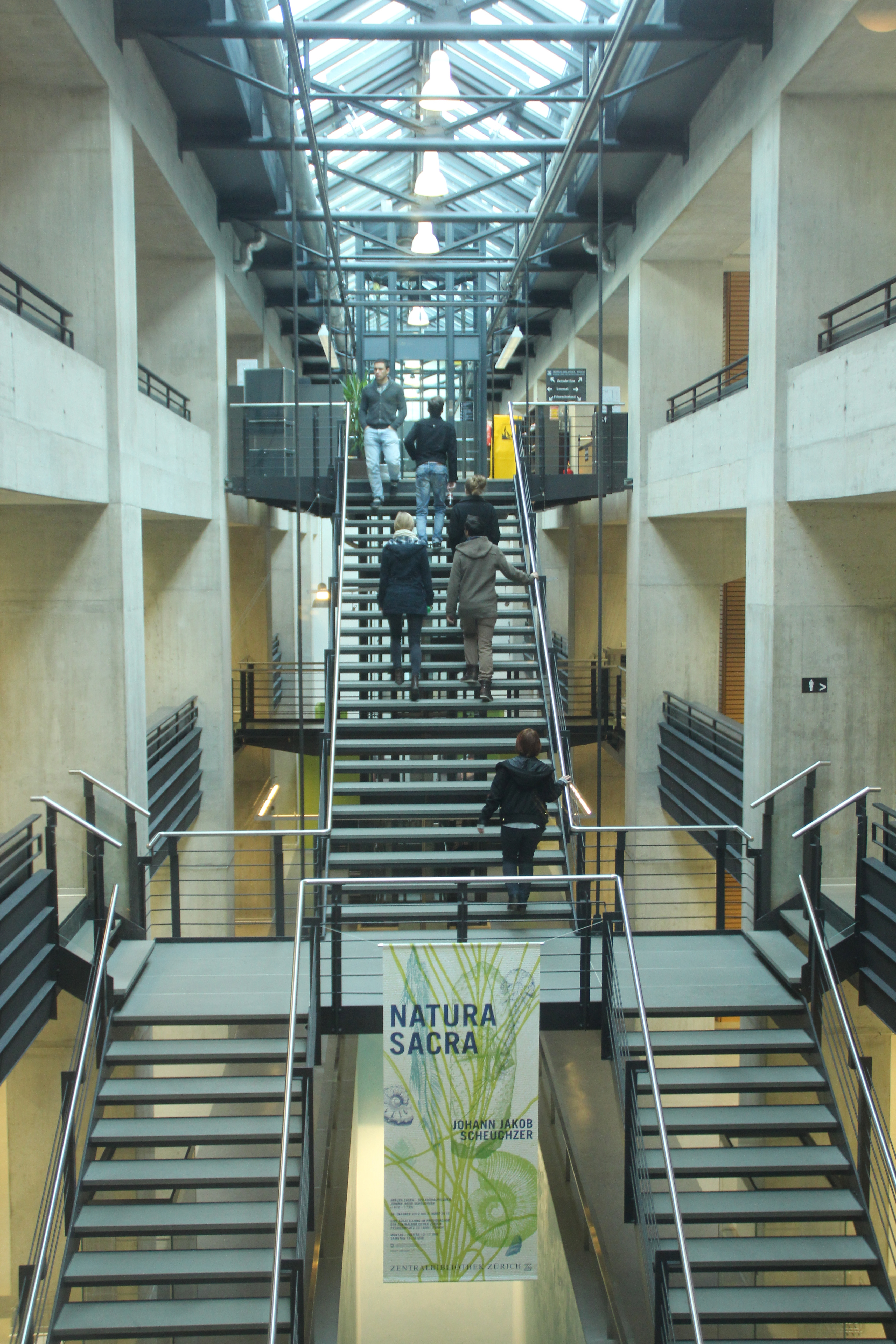
Innentreppe im Neubau (2012), vor dem Einbau des Benutzerzugangs zum Zwischengeschoss

Aufgrund des schnell wachsenden Platzbedarfs des Bibliotheksbestandes wurde in den 1970er Jahren die Diskussion um einen Erweiterungsbau lanciert. 1976 genehmigten Stadt- und Regierungsrat einen beschränkten Architektur-Wettbewerb, zu dem 14 Architekturbüros eingeladen wurden. Die Jury – in welcher auch Bruno Giacometti sass – gab den Zuschlag dem Entwurf der Gebrüder Eggimann. Im Vergleich zur Brache im Jahr 1914 hatte sich das Areal mittlerweile zu einem komplexen Baugrund gewandelt. So mussten auf viele denkmalpflegerische und städtebauliche Überlegungen und Einsprachen Rücksicht genommen werden. Weiter verlangten die Wettbewerbsvorgaben, dass das Hauptgebäude des Altbaus in die Erweiterung integriert und der Predigerchor freigestellt werde.
1990, nachdem das Zürcher Stimmvolk dem Kredit für den Erweiterungsbau zugestimmt hatte, wurde mit dem Bau der Erweiterung begonnen. Die Architektur des Neubaus nimmt zentrale Motive des Altbaus auf. Die bereits im Bau von 1917 angelegte Funktionsteilung in Magazin, Lesebereich und Verwaltung wird übernommen und zusätzlich akzentuiert. Für die Verwaltung wurde ein eigenes Gebäude am Seilergraben gebaut und die Magazine wurden unter den Lesesaal gebaut. Weiter wurde das zentrale Motiv des Treppenaufgangs im neuen Lesesaal weitergeführt. Eine grosse freigelegte Treppe verbindet alle Stockwerke und wird zum zentralen Element der Raumstruktur. Der Neubau führte zu einer umfassenden Neuorganisation der Räumlichkeiten im bestehenden Altbau und dem Predigerchor. So beheimatet der Altbau – ursprünglich das Verwaltungsgebäude – neu die Spezialsammlungen und konnte dem Publikum somit weitgehend zugänglich gemacht werden. Ein Rest des beim Umbau teilweise zerstörten alten Lesesaals wurde auf Wunsch der Zürcher Öffentlichkeit erhalten und in den Handschriftenlesesaal integriert. Im Predigerchor sind heute die Musiksammlung und ein Ausstellungsraum, die sogenannte «Schatzkammer», untergebracht.

## Bestand
Der Bestand der Zentralbibliothek umfasst 2022 ungefähr 6,9 Millionen Einheiten, darunter
- 4,3 Mio. Bücher und Zeitschriftenbände
- 980'000 grafische Blätter und Fotografien
- 208'500 Handschriften
- 258'000 geografische Karten
- 565'000 Mikroformen (1,5 Mio. Titel)
- 48'000 Audiovisuelle Medien
- 201'000 Notendrucke
- 8'700 laufende Zeitschriftentitel
- 70'800 elektronische Zeitschriftentitel
- 145 laufende Turicensia Zeitungen

Die Zentralbibliothek ist Mitglied im Informationsverbund Deutschschweiz (IDS), der den Zugang zu allen Bibliotheken mit einem einzigen Benutzungsausweis gewährleistet. Die Bestände der Zentralbibliothek sind wie auch die der ETH-Bibliothek Zürich und von über 140 weiteren Schweizer Bibliotheken über den gemeinsamen Online-Katalog NEBIS recherchierbar. NEBIS verzeichnet etwa 10,5 Millionen Titel. Die älteren Bestände aus den Jahren 1465 bis 1989 sind 2009 vollständig, jedoch ohne Beschlagwortung rekatalogisiert worden und ebenfalls über NEBIS auffindbar. Für eine thematische Recherche über diese Bestände bis 1989 kann der Schlagwortkatalog (SWK) benutzt werden.
Der Zugang zu den elektronischen Zeitschriften erfolgt über die elektronische Zeitschriftenbibliothek (EZB). Die Zentralbibliothek ist Teil des Netzwerks der Universität Zürich, sie ermöglicht dadurch deren Studierenden und Mitarbeitern Zugriff auf Volltextdatenbanken und bibliografische Angebote. Sie hat sich 2014 der Kooperativen Speicherbibliothek Schweiz angeschlossen.

### Spezialbestände
Neben dem wertvollen Altbestand und dem aus dem aktuellen Sammlungsprofil erwachsenden allgemeinen Bestand zeichnet sich die Zentralbibliothek durch ihre Spezialbestände aus. Im Rechercheportal der Zentralbibliothek können mit einem Filter die einzelnen Bestände ab 1992 gezielt durchsucht werden.

#### Bibliothek Oskar R. Schlag
1990 erhielt die Zentralbibliothek die Esoterik-Bibliothek des Psychotherapeuten und Graphologen Oskar Rudolf Schlag (1907–1990), die sich auch heute noch in dessen ehemaligem Wohnhaus befindet, testamentarisch zum Geschenk. Seit den frühen 1930er-Jahren sammelte Schlag Bücher und Dokumente aus den geheimwissenschaftlichen Disziplinen und errichtete so eine der weltweit bedeutendsten Bibliotheken auf dem Gebiet der Esoterik.

#### Nordamerikabibliothek NAB
Seit 1972 befindet sich in der Zentralbibliothek ein Sonderbestand zur Literatur Nordamerikas. Gegründet durch das Englische Seminar der Universität Zürich, wird er seit 1994 offiziell als Depot der Zentralbibliothek verwaltet. Die Sammlung besteht aus ca. 100'000 Einzelwerken und ca. 280 laufenden Zeitschriften (Stand Mai 2016). Gesammelt wird eine repräsentative Auswahl US-amerikanischer und kanadischer Titel, sowohl Primär- als auch Sekundärliteratur. Die Titel sind im Rechercheportal auffindbar und im Zettelkatalog der NAB vor Ort verzeichnet.

#### Studienbibliothek zur Geschichte der Arbeiterbewegung
Die Studienbibliothek zur Geschichte der Arbeiterbewegung (SGA) besteht aus rund 50'000 Monographien und einer umfangreichen Kleinschriftensammlung. Sie deckt die Themenbereiche Frühsozialismus, Arbeiterbewegung, antifaschistischer Widerstand, Exilliteratur und die Neuen Sozialen Bewegungen ab. Die durch den Buchhändler Theo Pinkus aufgebaute Sammlung gelangte 2001 als Schenkung in die Zentralbibliothek Zürich.

#### Fennica
Die Schweizerische Vereinigung der Freunde Finnlands (SVFF) gründete 1955 die Bibliotheca Fennica. Die Bücher werden von der Vereinigung angeschafft und aufgestellt, gehen dann aber in den Besitz der ZB über. Die rund 7000 Titel (inkl. Zeitschriften, Jahrbücher und ca. 120 DVDs) verteilen sich auf die Bereiche finnische Belletristik (auch Kinder- und Jugendbücher), Sprach- und Literaturwissenschaften, Geschichte, Volkskunde, Landeskunde, Bildende Kunst, Musik und Architektur. Literatur wird in den Landessprachen Finnisch und Schwedisch, aber auch in Übersetzungen gesammelt.

#### Russische Bibliothek
Hervorgegangen aus dem Verein «Russische Bibliothek Zürich» (RBC) und seit 2002 im Besitz der ZB, umfasst die RBC eine breite Auswahl an originaler und übersetzter Belletristik des 19. und 20. Jahrhunderts (Exil- und Sowjetliteratur). Die Sammlung besteht aus ca. 6000 Monographien und Zeitschriften.

## Spezialsammlungen
Die Zentralbibliothek beherbergt sechs Spezialsammlungen: Graphische Sammlung, Handschriftenabteilung, Kartensammlung, Musikabteilung, Sammlung Alte Drucke und Turicensia. Viele Bestände dieser Sammlungen gehen auf die Vorgängerbibliotheken der Zentralbibliothek zurück und sind im elektronischen Katalog, in Sonderkatalogen (z. B. Handschriftenkatalog der Handschriften- und Musikabteilung) sowie durch Nachlassverzeichnisse oder verschiedene gedruckte Kataloge erschlossen.

### Graphische Sammlung und Fotoarchiv

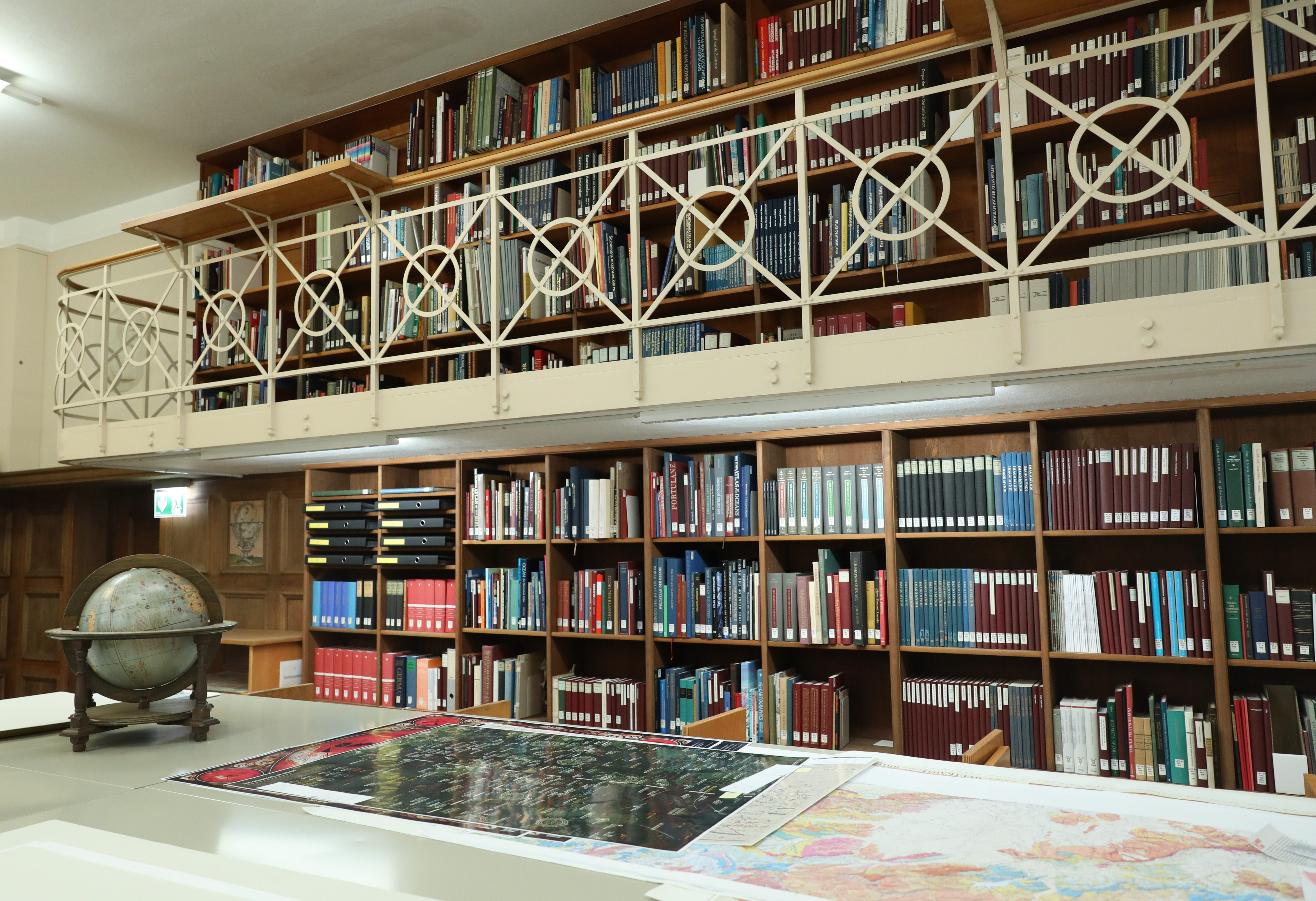
Räume der Graphischen Sammlung und des Fotoarchivs

Die Graphische Sammlung wurde im Jahr 1854 mit dem Legat des Zürcher Papierfabrikanten Leonhard Ziegler (1749–1800) eingerichtet. Diese «Ikonothek» – bestehend aus mehr als 60'000 Einzelblättern – bildete den Grundstock der Sammlung, die zudem Porträts und Blätter aus der Bürgerlichen Bibliothek enthielt und durch weitere Schenkungen und Nachlässe von Zürcher Sammlern erweitert wurde. Die Sammlung beherbergt mittlerweile 220'000 grafische Blätter aus dem 15. bis 20. Jahrhundert, 162'000 Ansichtspostkarten, 10'000 Photochroms, illustrierte Einblattdrucke, verschiedene Zeichnungen, Geschichtsblätter, Militaria, Trachten, Karikaturen, die Zeichnungen und Kupferstiche des Zürcher Malers und Stechers Conrad Meyer, das druckgrafische Gesamtwerk von Salomon Gessner, Daniel Chodowiecki und Franz Hegi sowie die künstlerischen Nachlässe von Otto Baumberger, Oskar Dalvit, Max Hunziker, Gottfried Keller, Warja Lavater, Gregor Rabinovitch und Johann Rudolf Rahn. Zudem verwaltet sie die Gemäldesammlung der Zentralbibliothek, die in erster Linie Porträts Stadtzürcher Persönlichkeiten des 16. bis 19. Jahrhunderts umfasst. Auf digitalisierte Bestände kann über den Online-Katalog zugegriffen werden.

### Handschriftenabteilung
Als eine der ersten Amtshandlungen des Direktors Paul Scherrer wurde 1964 eine eigene Abteilung für die seit der Zeit der Stiftsbibliothek, der Bürgerlichen Bibliothek, der Stadt- und Zentralbibliothek kontinuierlich gesammelten Handschriften eingerichtet. Sie beherbergt rund 650 mittelalterliche sowie hebräische und orientalische Manuskripte. Wichtige Sammlungen der Handschriftenabteilung sind unter anderem die Wickiana (ZBZ Handschriften Ms F 12-F 35) bestehend aus den von Johann Jakob Wick (1522–1588) zusammengestellten Einblattdrucken und Flugblättern, der Thesaurus Hottingerianus (ZBZ Handschriften Ms F 36–Ms F 90) mit mehreren Tausend Dokumenten und Abschriften des 16. und 17. Jahrhunderts von Johann Heinrich Hottinger sowie die Simlersche Briefsammlung zur Kirchengeschichte des 16.–18. Jahrhunderts (ZBZ Ms S 1–Ms S 266), eine ebenfalls umfangreiche Zusammenstellung von Dokumenten und Abschriften des Zürcher Alumnatsinspektors Johann Jakob Simmler (1716–1788). Von besonderem Wert für die Zürcher Kulturgeschichte insbesondere des 16. bis 18. Jahrhunderts sind die Familienarchive des Zürcher Patriziats sowie die Exegesen, Chroniken, Personalschriften und teils umfangreichen Briefwechsel unter anderem von Theologen und Gelehrten. Zudem betreut die Handschriftenabteilung mehr als 500 meist neuzeitliche Nachlässe von Schriftstellern und Künstlern (darunter Johann Jakob Bodmer, Johann Jakob Breitinger, Armin Bollinger, Elias Canetti, Heinrich Escher-Landolt, David Hess, Gottfried Keller, Oskar Kokoschka, Johann Caspar Lavater, Conrad Ferdinand Meyer, Johann Heinrich Pestalozzi) sowie umfangreiche Brief- und Autographensammlungen, Verlagsarchive, Gesellschafts- und Zunftarchive. Auf digitalisierte Bestände kann über e-codices und e-manuscripta zugegriffen werden.

### Abteilung Karten und Panoramen

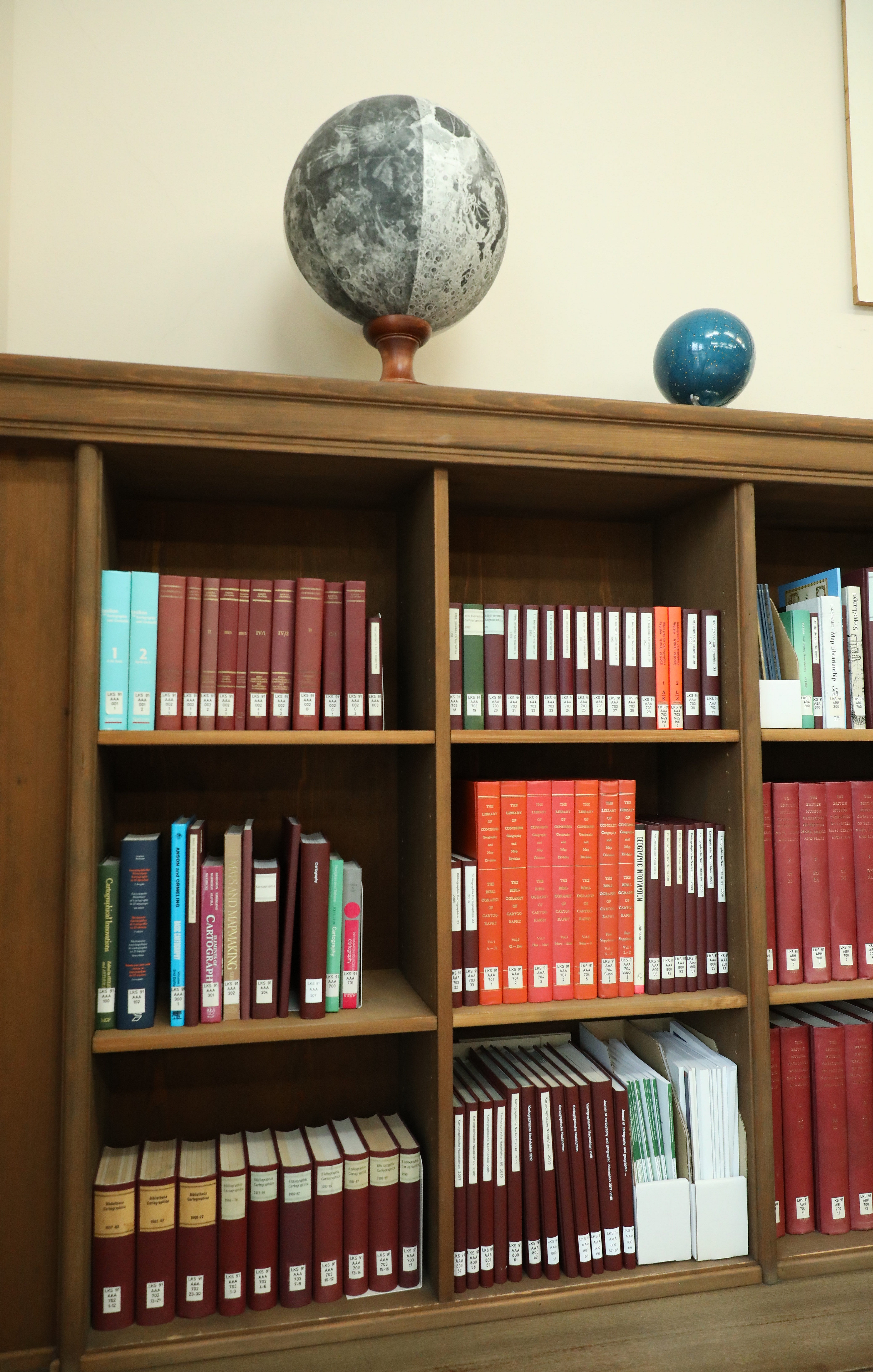
Regal und Globus in der Abteilung Karten und Panoramen

Die Kartensammlung ist eine der grössten ihrer Art. Sie weist einen Bestand von 320'000 Kartenblättern aus der frühen Neuzeit bis heute auf. Hierzu zählen rund 1’200 Manuskriptkarten, topografische Karten sämtlicher europäischer und vieler aussereuropäischer Länder, Stadtpläne sowie verschiedene Militär- und Seekarten. Zum Bestand gehören auch rund 4000 Atlanten. Der Grossteil der Sammlung geht auf die Bürgerliche Bibliothek und die Stadtbibliothek zurück. Letztere konnte ihre Bestände durch grosszügige Schenkungen privater Sammler erheblich ausbauen. Mit der Übernahme der Karten des Kartenvereins richtete die Stadtbibliothek eine eigene Kartensammlung ein, die 1917 in die Zentralbibliothek überging. Digitalisierte Karten können über den Online-Katalog und das Schweizer Kartenportal aufgerufen werden.

### Musikabteilung

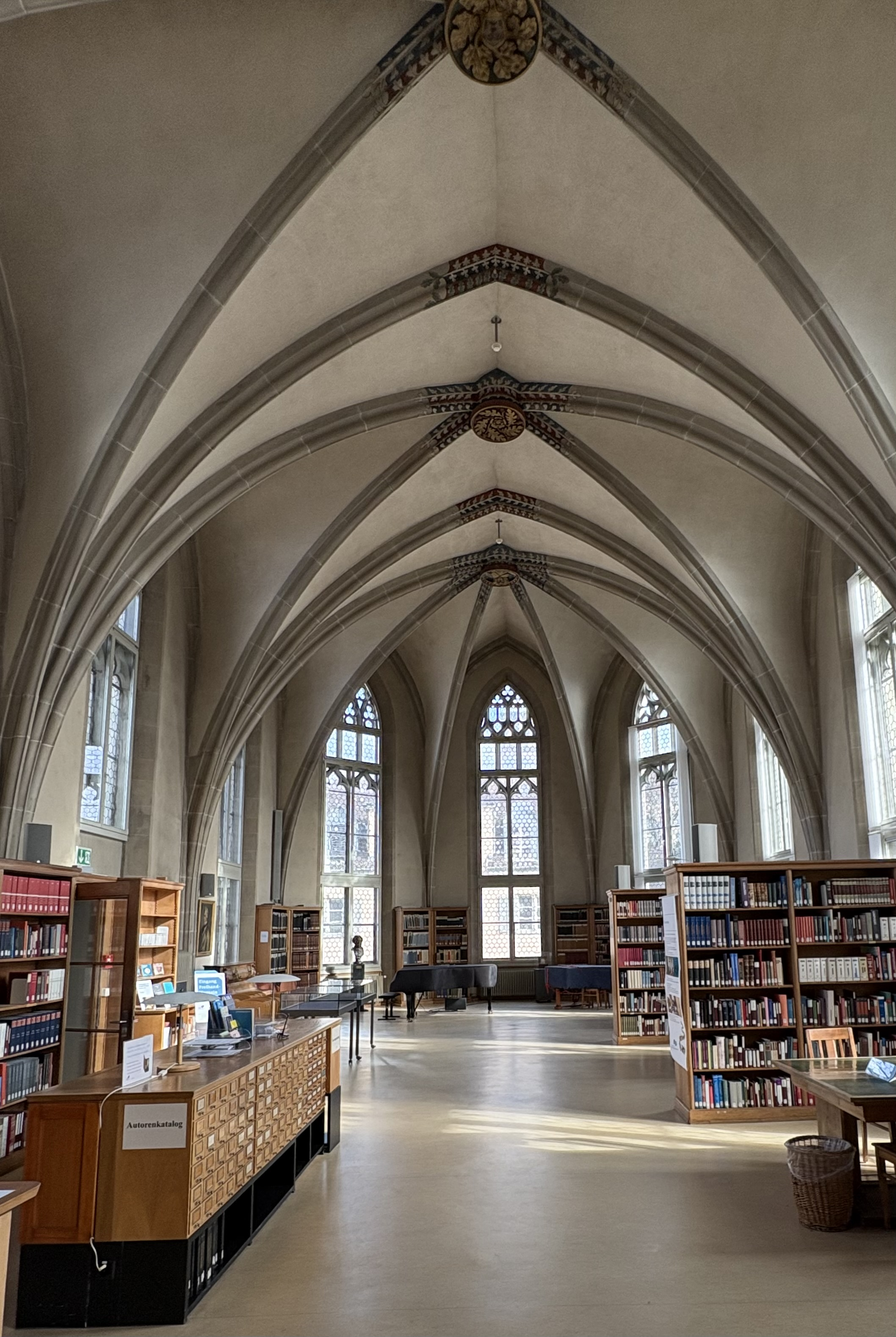
Musikaliensammlung

Im Jahr 1971 wurden die Spezialsammlungen auf Initiative von Direktor Paul Scherrer und dessen Nachfolger Hans Baer um die Musikabteilung erweitert. Zunächst noch in den Räumlichkeiten des Hauptgebäudes untergebracht, befindet sie sich heute im Chor der Predigerkirche, dem früheren Sitz der Kantonsbibliothek. Neben gedruckten Noten und Tonträgern bewahrt sie unter anderem eine der grössten Wagneriana-Sammlungen der Welt, mehr als 190 Nachlässe von Komponisten, Musikern und Musikwissenschaftlern sowie verschiedene Verlags- und Körperschaftsarchive. Des Weiteren übernahm die Musikabteilung 1978 die alte Musikbibliothek des Zürcher Opernhauses mit Opern- und Operettennoten aus dem 19. und frühen 20. Jahrhundert (darunter verschiedene bei Uraufführungen verwendete Partituren und Orchestermaterialien) sowie 1999 die alten Notenbestände des Konservatoriums und der Tonhalle, unter anderem mit Erst- und Frühausgaben von Werken Richard Wagners und Franz Liszts. Ausserdem befindet sich in der Musikabteilung als Dauerdepositum die Bibliothek der Allgemeinen Musik-Gesellschaft Zürich, zu deren Bestand eine grosse Anzahl geistlicher und weltlicher Vokal- und Instrumentalmusik des 17. und 18. Jahrhunderts (zumeist von italienischen, niederländischen und deutschen Verlagen) sowie eine umfangreiche Sammlung von Aufführungsmaterialien aus dem 19. Jahrhundert zählen.

### Abteilung Alte Drucke und Rara
Die Sammlung Alte Drucke betreut die alten und seltenen Druckschriften der Zentralbibliothek Zürich. Darunter fallen etwa 1600 Inkunabeln und Drucke des 16. Jahrhunderts, mit einem Schwerpunkt auf Publikationen, die erstmals in Zürich erschienen sind, – oder auch eine Sammlung französischer Revolutionsflugschriften von Paul Usteri (1768–1831). Die Mehrheit dieser Rara stammt bereits aus den historischen Buchbeständen der bürgerlichen Bibliothek sowie der Stadt- und Kantonsbibliothek und den in ihnen aufgegangenen Sammlungen. In den Beständen befinden sich Privatbibliotheken bedeutender Zürcher Persönlichkeiten und Gelehrter, unter anderem von Huldrych Zwingli (1484–1531), Heinrich Bullinger (1504–1575), Rudolph Gwalther (1519–1586) oder Conrad Gessner (1516–1565). Auf den digitalisierten Teil des Bestandes kann über die Plattform e-rara.ch zugegriffen werden.

### Abteilung Turicensia

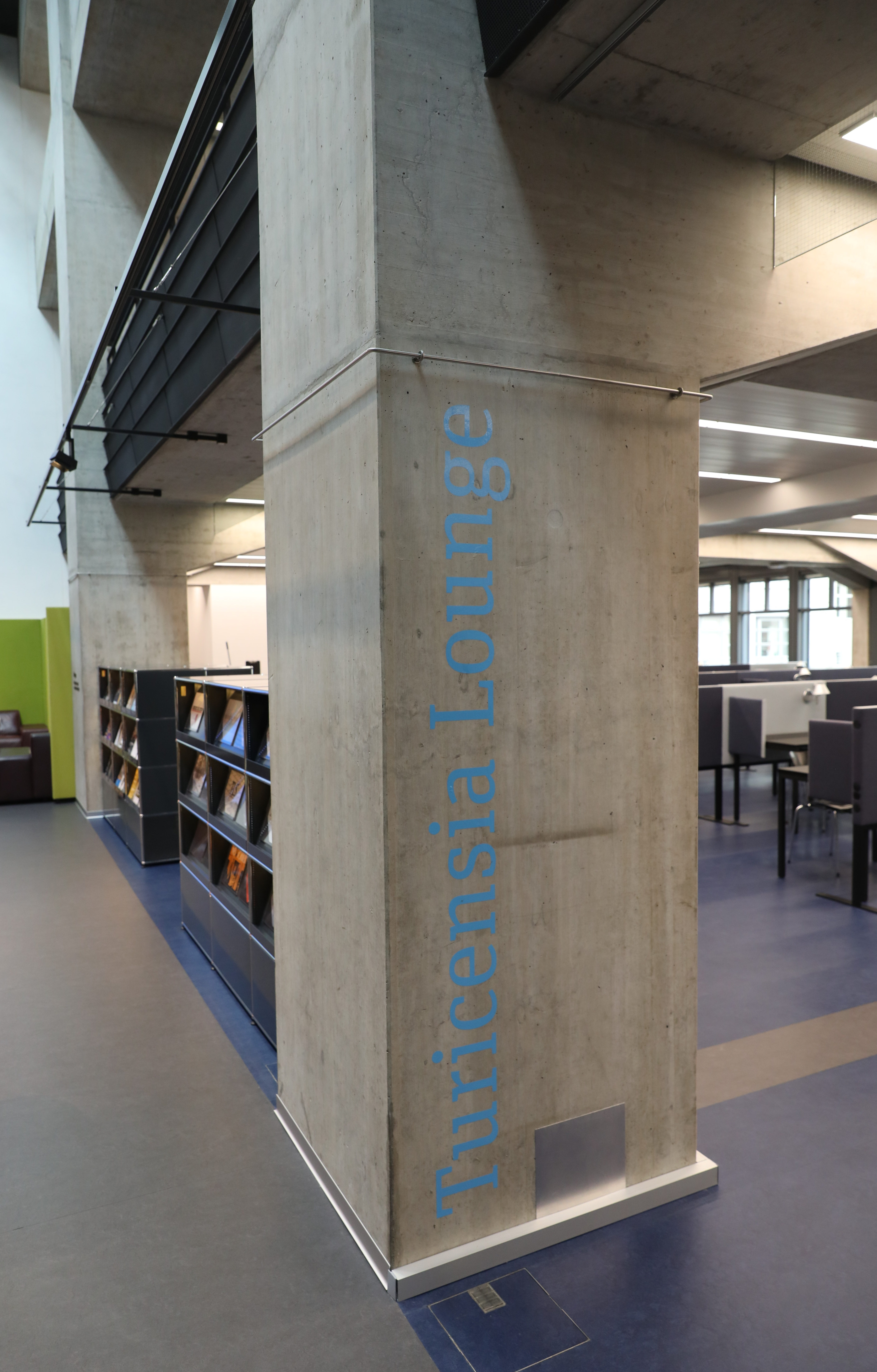
Abteilung Turicensia

Die Turicensia-Sammlung umfasst Medien zu Zürcher Themen, von Zürcher Autorinnen und Autoren und/oder mit Zürcher Impressum, die nach 1800 erschienen sind. Die sogenannte Graue Literatur (Vereinsschriften, Tagungsschriften, Jahresberichte wichtiger Zürcher Institutionen, Jahreschroniken von Gemeinden usw.) und die Dissertations- und Habilitationsschriften der Universität Zürich gehören ebenfalls zur Turicensia-Sammlung. Eine weitere Kernaufgabe der Abteilung Turicensia ist die Redaktion der Zürcher Bibliographie und der Gottfried-Keller-Bibliographie sowie das Führen von Zürcher Verlagsbucharchiven. Im Themenraum Turicensia werden regelmässig Ausstellungen gezeigt und in der Präsenzbibliothek «Turicensia Lounge» finden Interessierte eine Fülle von Sachbüchern zu Zürcher Themen sowie Belletristik von Zürcher Autorinnen und Autoren. Zeitschriften und Regional-/Lokalzeitungen ergänzen das Angebot der Turicensia Lounge. Der digitale Teil der Turicensia-Sammlung ist über die Zurich Open Platform (ZOP) zugänglich.

## Verein Gemeinsam für die Zentralbibliothek (GFZB)
Der Verein «Gemeinsam für die Zentralbibliothek» (bis 2023 «Gesellschaft von Freunden der Zentralbibliothek Zürich») (GFZB) wurde 1917 gegründet. Ihre Mitglieder geniessen verschiedene Vergünstigungen, darunter:
- Einladungen zu Veranstaltungen der ZB.
- Vergünstigungen auf Publikationen der GFZB.
- Einführung in die Recherche in den verschiedenen Systemen der ZB.
- Neumitglieder erhalten ein Geschenk

Die Gesellschaft unterstützt die Umsetzung von Projekten unter anderem zur Erhaltung und Ergänzung kostbarer Bestände, für die keine öffentlichen Mittel zur Verfügung stehen.